# Sixty Tour
Il Sixty Tour è il quarantanovesimo tour musicale dei Rolling Stones, organizzato in occasione del 60º anniversario di carriera della band.
Iniziato il 1º giugno 2022 da Madrid, in Spagna, si è concluso Berlino, in Germania, il 3 agosto 2022 Si tratta della prima tournée europea senza lo storico batterista Charlie Watts in seguito alla sua morte nell'agosto del 2021 e la prima nella quale gli Stones eseguirono dal vivo il brano del 1966 Out of Time.

## Scaletta
La seguente scaletta di brani fu eseguita nel primo show di Madrid, Spagna e potrebbe non essere rappresentativa di tutte le canzoni eseguite nel corso del tour.
1. Street Fighting Man
2. 19th Nervous Breakdown
3. Sad Sad Sad
4. Tumbling Dice
5. Out of Time
6. Beast of Burden
7. You Can't Always Get What You Want
8. Living in a Ghost Town
9. Honky Tonk Women
10. Happy
11. Slipping Away
12. Miss You
13. Midnight Rambler
14. Start Me Up
15. Paint it Black
16. Sympathy for the Devil
17. Jumpin' Jack Flash
18. Gimme Shelter
19. (I Can't Get No) Satisfaction

## Artisti d'apertura
La seguente lista rappresenta il numero correlato agli artisti d'apertura nella tabella delle date del tour.
- Sidonie = 1
- Vargas Blues Band = 2
- Reef = 3
- Echo & the Bunnymen = 4
- Ghost Hounds = 5
- The War on Drugs = 6
- Phoebe Bridgers = 7
- Vista Kicks = 8
- JJ Rosa = 9
- Kelly McGrath = 10
- Sam Fender = 11
- Courtney Barnett = 12
- Christone "Kingfish" Ingram = 13
- The Dinner Party = 14
- The Flints = 15
- Kaleo = 16
- Bilderbuch = 17
- Nothing but Thieves = 18
- Ayron Jones = 19
- Zucchero = 20
- Thåström = 21

## Date
| Data           | Città             | Stato        | Luogo                  | Artisti d'apertura     | Biglietti (venduti / disponibili) | Incasso      |
| Nord America   | Nord America      | Nord America | Nord America           | Nord America           | Nord America                      | Nord America |
| -------------- | ----------------- | ------------ | ---------------------- | ---------------------- | --------------------------------- | ------------ |
| 1º giugno 2022 | Madrid            | Spagna       | Cívitas Metropolitano  | 1 ; 2                  | 52.752 / 52.752                   | $9.502.011   |
| 5 giugno 2022  | Monaco di Baviera | Germania     | Olympiastadion         | 3                      | 56.144 / 56.144                   | $10.484.400  |
| 9 giugno 2022  | Liverpool         | Regno Unito  | Anfield                | 4                      | 36.917 / 36.917                   | $6.194.285   |
| 21 giugno 2022 | Milano            | Italia       | Stadio Giuseppe Meazza | 5                      | 57.204 / 57.204                   | $8.315.762   |
| 25 giugno 2022 | Londra            | Regno Unito  | Hyde Park              | 6 ; 7 ; 8 ; 9 ; 10     | 130.000 / 130.000                 | $23.216.844  |
| 3 luglio 2022  | Londra            | Regno Unito  | Hyde Park              | 11 ; 12 ; 13 ; 14 ; 15 | 130.000 / 130.000                 | $23.216.844  |
| 7 luglio 2022  | Amsterdam         | Paesi Bassi  | Johan Cruijff Arena    | 5                      | 51.592 / 51.592                   | $9.241.437   |
| 11 luglio 2022 | Bruxelles         | Belgio       | Stadio Re Baldovino    | 16                     | 47.089 / 47.089                   | $8.356.768   |
| 15 luglio 2022 | Vienna            | Austria      | Stadio Ernst Happel    | 17                     | 57.141 / 57.141                   | $9.498.486   |
| 19 luglio 2022 | Lione             | Francia      | Groupama Stadium       | 18                     | 49.608 / 49.608                   | $8.222.066   |
| 23 luglio 2022 | Parigi            | Francia      | Ippodromo di Longchamp | 19                     | 56.939 / 56.939                   | $7.362.881   |
| 27 luglio 2022 | Gelsenkirchen     | Germania     | Veltins-Arena          | 20                     | 44.981 / 44.981                   | $8.358.668   |
| 31 luglio 2022 | Stoccolma         | Svezia       | Friends Arena          | 21                     | 50.889 / 50.889                   | $6.916.424   |
| 3 agosto 2022  | Berlino           | Germania     | Waldbühne              | 5                      | 21.285 / 21.285                   | $5.656.731   |
| Totale         | Totale            | Totale       | Totale                 | Totale                 | 712.641 / 712.641 (100%)          | $121.326.763 |

### Cancellazioni
| Data           | Città | Stato    | Luogo           | Motivo              |
| -------------- | ----- | -------- | --------------- | ------------------- |
| 17 giugno 2022 | Berna | Svizzera | Stadio Wankdorf | Positività al COVID |

Note:
1. ↑  I concerti del 25 giugno e 3 luglio 2022 erano parte del British Summer Time Hyde Park.
2. ↑  Il concerto, originariamente pianificato per il 13 giugno 2022, è stato posticipato a causa della positività di Mick Jagger al COVID-19[9][10][11].

## Formazione

### The Rolling Stones
- Mick Jagger – voce solista, chitarra, armonica a bocca, percussioni
- Keith Richards – chitarre, cori
- Ronnie Wood – chitarre

### Musicisti aggiuntivi
- Steve Jordan – batteria
- Darryl Jones – basso
- Chuck Leavell – tastiere, cori
- Sasha Allen – cori
- Karl Denson – sax
- Tim Ries – sax, tastiere
- Matt Clifford – tastiere, percussioni, corno inglese
- Bernard Fowler – cori, percussioni